# Atlantic Star
L’Atlantic Star est un navire de croisière construit en 1984 par les Constructions industrielles de la Méditerranée de La Seyne-sur-Mer pour la compagnie Sitmar. Il est lancé le 6 novembre 1982 et mis en service en mai 1985 sous le nom de Fairsky. Après avoir navigué sous différents noms et pour divers armateurs, il est vendu à la casse en mars 2013 et détruit à Aliağa sous le nom d’Antic.

## Histoire
L’Atlantic Star est un navire de croisière construit en 1984 par les Constructions industrielles de la Méditerranée de La Seyne-sur-Mer pour la compagnie Sitmar. Il est lancé le 6 novembre 1982 et mis en service en mai 1985 sous le nom de Fairsky. En septembre 1988, Sitmar est acquis par la compagnie P & O Cruises, ce qui fait que le navire est rebaptisé Sky Princess.
En 1994, il est vendu à la compagnie Princess Cruises. Il conserve son nom, mais passe sous pavillon anglais. En 1998, il repasse sous pavillon libérien. En novembre 2000, il est transféré à la flotte de P&O Cruises Australia et est renommé Pacific Sky. Il passe sous pavillon anglais et effectue des croisières en Australie. Le 13 mars 2003, une croisière est annulée à cause de dommages à la coque.
En mai 2006, il est vendu à la compagnie Pullmantur Cruises qui le rebaptise Sky Wonder et l’immatricule sous pavillon maltais. Le 18 janvier 2007, il s’échoue en sortant de Buenos Aires. Trois remorqueurs sont nécessaires pour le déséchouer. Le 26 mars 2006, il s’échoue à nouveau au large de Kusadasi, puis est déséchoué. En 2009, il est renommé Atlantic Star. En août de la même année, il est envoyé à Marseille pour être remotorisé, mais le coût des travaux est élevé et la compagnie le désarme dans le port phocéen. En décembre 2012, il est repris par STX France dans le projet de construction du troisième Oasis. Le 13 janvier 2013, il est vendu à la société Belinda Shipholding qui le renomme Antic afin de le faire détruire à Aliağa, où il arrive en avril 2013.

## Galerie

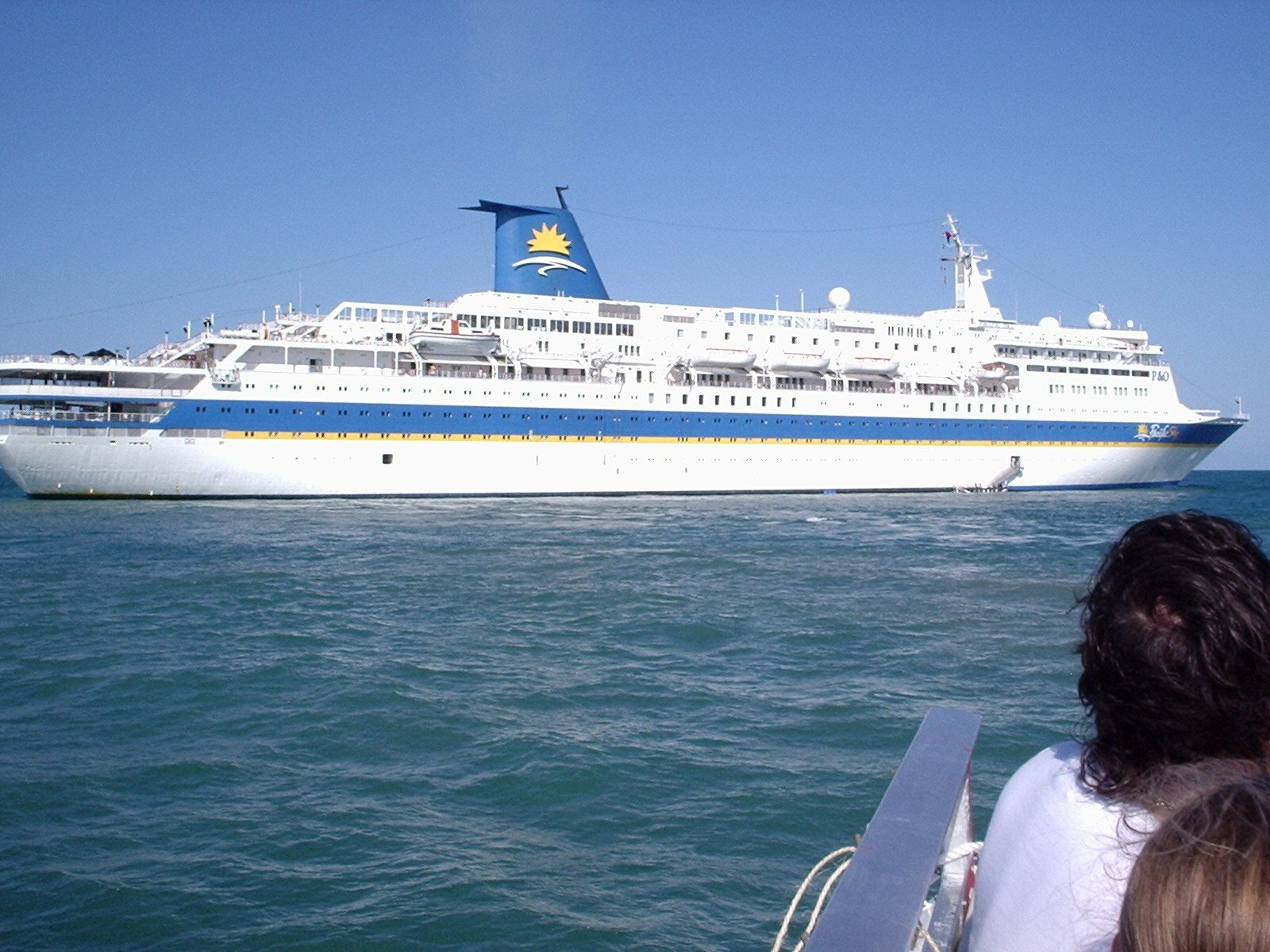
Le Pacific Sky à Port Douglas.
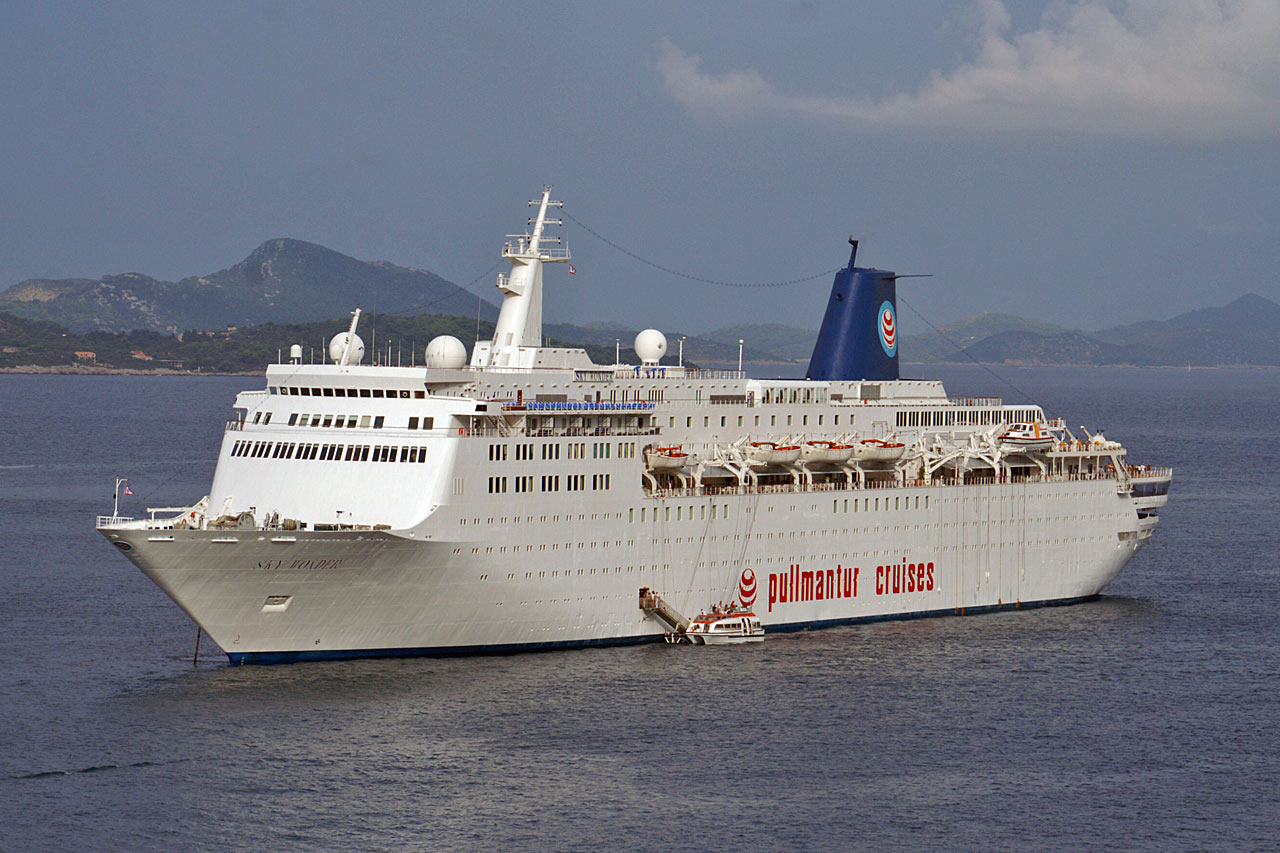
Le Sky Wonder à Dubrovnik en août 2006.